# El rapte d'Europa (Ticià)
El rapte d'Europa és una pintura de l'artista italià Ticià, pintat l'any 1562. Aquest quadre es pot trobar en la col·lecció permanent del Museu Isabella Stewart Gardner de Boston, Massachusetts. És un gran oli sobre llenç de 178 per 205 cm.

## Història
El rapte d’Europa és la darrera pintura que configura les poesies, una sèrie de sis pintures, creades per Ticià entre 1553 i 1562, les quals representaven escenes mitològiques de les Metamorfosis d'Ovidi, encarregades pel rei Felip II d'Espanya.. L'obre es va enviar a Madrid, i sembla que inicialment la pintura fou exposada a l'Alcàsser de Madrid juntament amb les altres pintures, en unes galeries de la planta baixa en la que les dones tenien prohibida l’entrada..
En el 1623, durant les negociacions perquè Carles I d'Anglaterra, aleshores príncep de Gal·les es cassés amb una germana del rei Felip IV de Castella, l’obra era un dels regals previstos per al príncep anglès. El fracàs de les negociacions va avortar el regal, i l’obra es tornà a penjar a l'Alcàsser. Durant l'estada de Rubens a la cort de Madrid, en el 1628-1629, el pintor flamenc va fer una còpia de la pintura, obra que es troba exposada al Museu del Pardo de Madrid.
Cap el 1657, Diego Velázquez, pintor de la cort espanyola, va utilitzar el tema d’Europa en la seva pintura Les filadores, tant de forma al·legòrica com física, reproduint la pintura de Ticià dintre de la seva obra.
El 1704, Felip V d'Espanya va regalar tres pintures de les poesies de Ticià, Diana i Acteó, Diana i Cal·listo, juntament amb El rapte d'Europa, a l'ambaixador francès, el duc de Gramont, el qual les lliurà a Felip d'Orleans, Regent de França. Aquestes obres ja apareixien en el primer catàleg de la col·lecció Orleans el·laborat el 1727.

## Descripció i significat
L’elecció dels subjectes i la composició de la pintura foren suggerits per Ticià a Felip II, amb el propòsit que les obres de la sèrie estiguessin aparellades. La pintura mostra a Júpiter, déu romà suprem del cel, caracteritzat com un toro gros i viril, amb Europa, princesa de Fenícia, recolzada sobre el seu llom, el toro planant sobre la Mediterrània i donant el nom d’Europa a un continent. La satisfacció de Júpiter contrasta amb la combinació de terror i èxtasi que mostra Europa.
Després de la victòria de la batalla de Mühlberg sobre els protestant en el 1547, Carles V va començar a pensar en abdicar i cedir el regne d’Espanya i l'imperi romanogermànic al seu fill Felip II. Aquest s'havia casat el 1543 amb l’hereva del tron de Portugal, legitimant-lo per reclamar el regne lusità, convertint-se en el primer monarca amb possessions als quatre continents. Totes aquestes possessions estimularen la identificació de Felip II amb Júpiter. La imatge del déu suprem romà amb Europa carregada sobre seu tenia un significat polític més enllà de la sensualitat de l’obra.